# Josef Feix
Josef Feix (* 14. März 1908 in Herzogswalde, Landkreis Grottkau, Provinz Schlesien; † unbekannt) war ein deutscher Gymnasiallehrer. Als Altphilologe übersetzte er griechische und lateinische Texte.

## Leben
Feix war der Sohn des Gutsbesitzers Josef Feix. Nach dem Abitur am Neisser Carolinum studierte er an der Universität Breslau und der Universität Wien Klassische Philologie und Geschichte. Mit einer Doktorarbeit bei Wilhelm Kroll wurde er 1933 in Breslau mit der Dissertation „Wortstellung und Satzbau in Petrons Roman“ zum Dr. phil. promoviert. 1934 legte er die Staatsprüfung für das Lehramt an höheren Schulen ab. Danach unterrichtete er in Breslau bzw. der Umgebung von Breslau. Nach dem Zweiten Weltkrieg kam er als Vertriebener zunächst nach Weidenberg bei Bayreuth und war spätestens ab 1949 in Rheydt. Er war Gymnasiallehrer in Rheydt und Mönchengladbach.
Feix ist vor allem für seine Herodotübersetzung bekannt, die weite Verbreitung fand (Sammlung Tusculum). Er übersetzte auch Thukydides (Peloponnesischer Krieg), Livius, Platon (zwei Dialoge, darunter Gorgias), Seneca (De brevitate vitae, Reclam) und gab Auswahlen für Schulbücher heraus (wie Florilegium latinum). Johann Martin Thesz meinte zur Herodotübersetzung von Feix, dass sie einen dem Stil Herodots entgegenkommenden leichten, betulichen Ton einschlage, den Stil Herodots aber nicht konsequent wiedergebe und massiv in die Satzstruktur eingreife, was auch zu Verständnisproblemen führe. Er bemängelt eine gewisse stilistische Beliebigkeit und mangelnde Kohärenz.